# Rajd Dolnośląski 2008
Rajd Dolnośląski 2008 – 18. edycja Rajdu Dolnośląskiego. Był to rajd samochodowy rozgrywany od 10 do 11 października 2008 roku. Bazą rajdu były miasta Kłodzko i Zieleniec. Była to dziewiąta runda Rajdowych Samochodowych Mistrzostw Polski w roku 2008. Rajd składał się z jedenastu odcinków specjalnych.

## Wyniki końcowe rajdu[1]
| Miejsce | Kierowca             | Pilot                 | Samochód                 | Czas      | Strata  | Grupa Klasa | Punkty |
| ------- | -------------------- | --------------------- | ------------------------ | --------- | ------- | ----------- | ------ |
| 1       | Bryan Bouffier       | Xavier Panseri        | Peugeot 207 S2000        | 1:29:18.3 | -       | S2000       | 11     |
| 2       | Tomasz Kuchar        | Daniel Dymurski       | Peugeot 207 S2000        | 1:30:02.9 | +44.6   | S2000       | 8      |
| 3       | Leszek Kuzaj         | Craig Parry           | Peugeot 207 S2000        | 1:30:34.6 | +1:16.3 | S2000       | 6      |
| 4       | Kajetan Kajetanowicz | Maciej Wisławski      | Mitsubishi Lancer Evo IX | 1:31:46.0 | +2:27.7 | N4          | 5      |
| 5       | Michał Bębenek       | Grzegorz Bębenek      | Mitsubishi Lancer Evo IX | 1:32:07.8 | +2:49.5 | N4          | 4      |
| 6       | Paweł Dytko          | Tomasz Dytko          | Mitsubishi Lancer Evo IX | 1:32:24.8 | +3:06.5 | N4          | 3      |
| 7       | Mariusz Stec         | Joanna Madej          | Mitsubishi Lancer Evo IX | 1:35:10.6 | +5:52.3 | N4          | 2      |
| 8       | Szymon Ruta          | Sebastian Rozwadowski | Subaru Impreza STi N12   | 1:36:03.3 | +6:45.0 | N4          | 1      |
| 9       | Maciej Oleksowicz    | Andrzej Obrębowski    | Subaru Impreza STi N12   | 1:36:31.4 | +7:13.1 | N4          | 0      |
| 10      | Piotr Maciejewski    | Piotr Kowalski        | Mitsubishi Lancer Evo IX | 1:36:47.9 | +7:29.6 | N4          | 0      |